# De Goudse verzekeringen

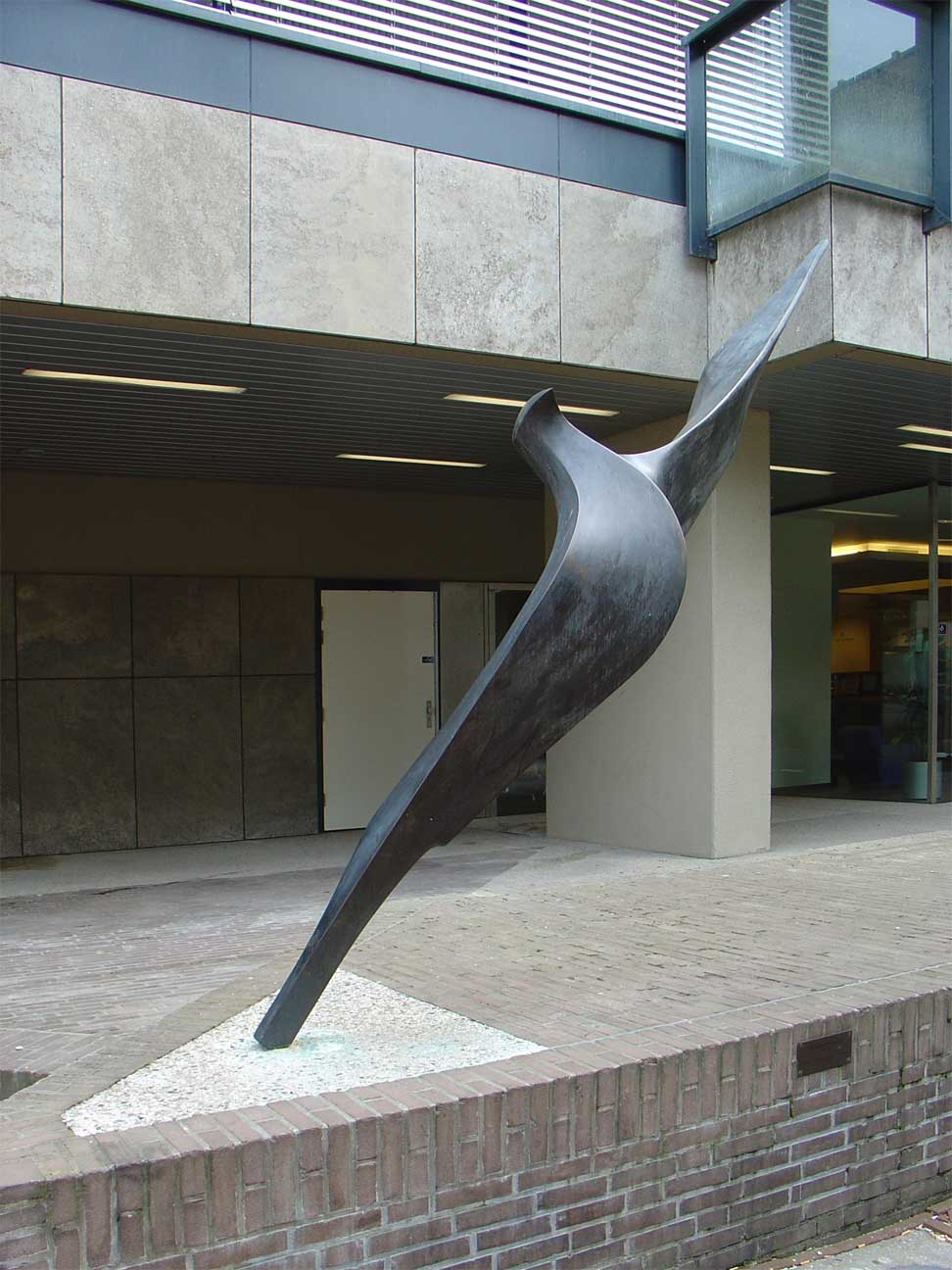
"Vogelvlucht" naast de ingang van het kantoorgebouw van de Goudse aan het Bouwmeesterplein

De Goudse verzekeringen (vaak "de Goudse") is een Nederlandse verzekeringsmaatschappij. Het richt zich voornamelijk op de zakelijke markt, het aandeel van de particulieren in ongeveer een kwart van de totale premie-inkomsten.
De Goudse is opgericht in 1924 door Geert Bouwmeester en Cees de Jong. Bouwmeester en zijn vader leverden een startkapitaal door elk ƒ 5000 in te leggen. Na zes jaar werd de grens van 100.000 verzekerden overschreden. In 1938 werd een nieuw kantoor gebouwd aan het Stationsplein in Gouda. In 1969 werd Geert Bouwmeester als directievoorzitter opgevolgd door zijn zoon Ad. Bij zijn vertrek in 1997 werd Ad Bouwmeester (1934-2025) benoemd tot ereburger van Gouda.
In 2001 fuseerde De Goudse met Tiel Utrecht Verzekeringen. In 2009 werd Geert Bouwmeester, kleinzoon van de oprichter, vicevoorzitter van het bestuur. In 2017 werd ook hij benoemd tot bestuursvoorzitter. In 2024 vierde het bedrijf het 100 jarig bestaan.
De Goudse is nog steeds een familiebedrijf en is gevestigd in Gouda aan het Bouwmeesterplein (v/h het Stationsplein). De Goudse richt zich met name op MKB Ondernemers. De Goudse biedt de verzekeringen aan via verzekeringsadviseurs.
De Goudse bezit een meerderheidsbelang in Van Lanschot Chabot Holding. De Zeeuwse Verzekeringen in Middelburg is een dochtermaatschappij van de Goudse.
In januari 2025 sloot De Goudse een overeenkomst in de woekerpolisaffaire. De overeenkomst betreft beleggingsverzekeringen waaronder Eigen Effect Plan, FlexxvermogensPlan en Spaar-Aktief Beleggen. De overeenkomst is definitief als 90% of meer van de deelnemers ermee instemt. Met de regeling is een bedrag van ongeveer 12,5 miljoen euro gemoeid.